# リバーカヤック

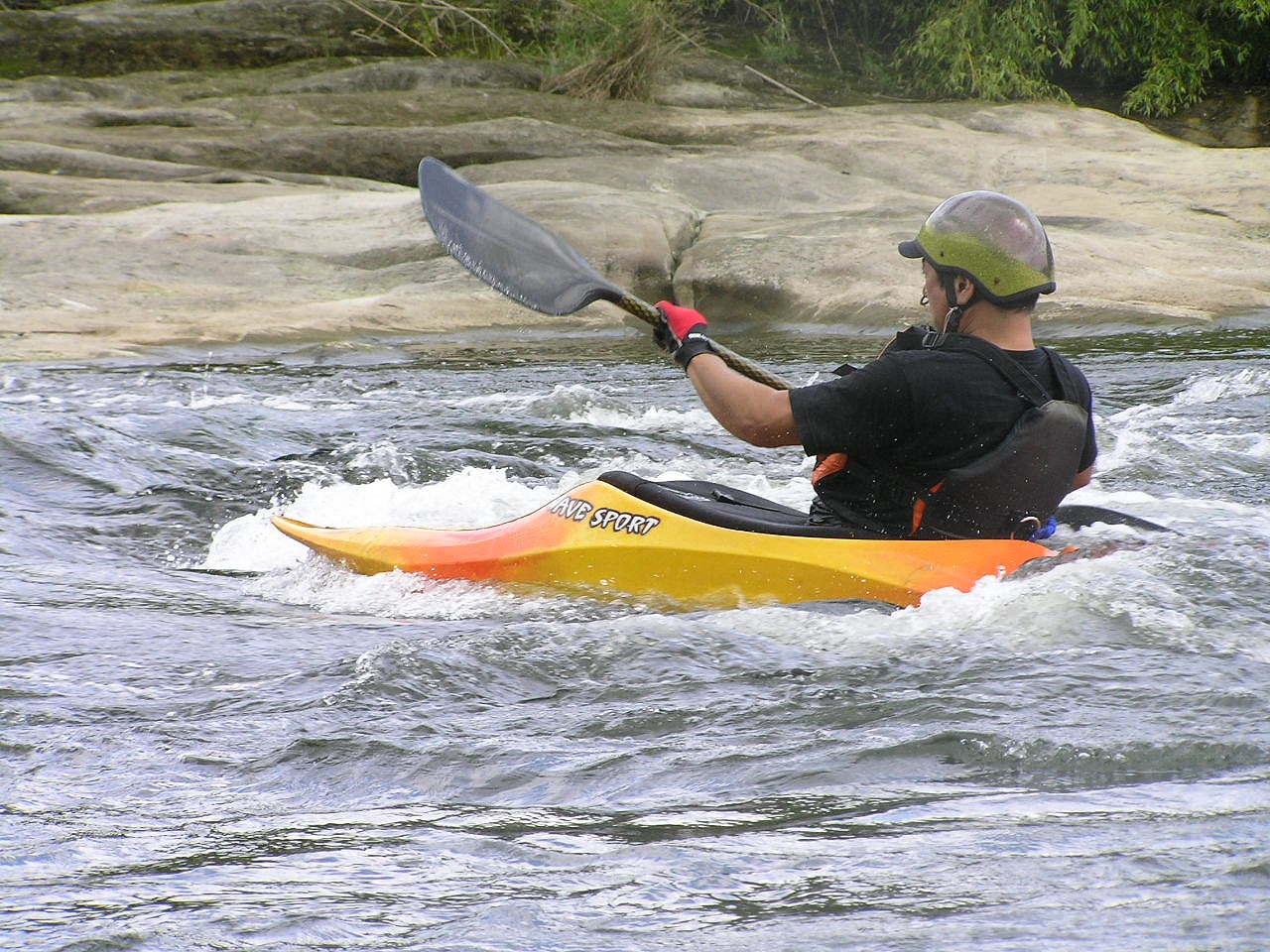
ポリエチレン製カヤック

リバーカヤックは、ダブルブレードパドルで漕ぐカヤック。
アリュートやエスキモーが海で使用していたものを川用に改造。
（海用のシーカヤックはマリンスポーツのカテゴリー）
リジッドタイプカヤックと分解できるフォールディングタイプカヤック（ファルトボート）がある。
リジットタイプはFRP製カヤックとポリエチレン製カヤックが多い。
リジットタイプには目的に応じダウンリバー艇・スラローム艇・ワイルドウォーター艇・プレイボート（ロデオ艇）・クリーク艇などがある。